# Quilombo
A comunidade remanescente de Quilombo, inicialmente chamado Quilombo, são espaços e comunidades autônomas  criados por populações formadas a partir de situações de resistência social e cultural — pessoas negras escravizadas — no contexto do Brasil Colônia, com funcionamento baseado na cultura e tradição (normalmente em comum) das pessoas que neles habitavam; os escravizados, que fugiam em busca de liberdade, se organizaram em comunidades autônomas (século XVI–XIX), como o mais conhecido deles o Quilombo dos Palmares, assim resgataram a cosmovisão africana e os laços de família. Ocorrendo um aumento com o enfraquecimento do sistema aristocrático no país e, pela crescente do movimento abolicionista na década de 1761.
Com o fim da escravidão no país, o conceito de quilombo foi redefinido ao longo do tempo, pois continuavam a existir fora do contexto histórico no qual surgiram. Modernamente, quilombo é um espaço de resistência com o direito à propriedade de suas terras e manutenção de sua cultura própria. É um tipo de organização de pessoas que faz a ocupação da terra na forma de uso comum, com seu uso obedecendo a sazonalidade ambiental. 
Os moradores dos quilombos denominam-se quilombolas, que atualmente são os descendentes dos escravizados fugitivos, reconhecidos desde 2007 pelo Governo do Brasil como comunidade tradicional — realizam práticas diárias de produção com desenvolvimento sustentável — com modo de vida ligado ao meio-ambiente e cultura diferenciada da cultura predominante local.

## Conceituação
Os quilombos, no passado, constituíram-se em locais de refúgio de africanos escravizados e afrodescendentes em todo o continente americano. Na visão do Conselho Ultramarino do Governo português em 1740 como todo "agrupamento de negros fugidos que passe de cinco, ainda que não tenham ranchos levantados em parte despovoada nem se achem pilões neles". Após diversos estudos acadêmicos, especialmente das áreas da História e Antropologia, percebeu-se que restringir os quilombos à situação de fuga não dá conta das dinâmicas sociais que esses grupos passaram. Alguns quilombos se formaram a partir de compra de muitas terras de escravizados alforriados, alguns receberam áreas por meio de herança, outros grupos se mantiveram em fazendas decadentes. Ainda, a concepção de que os quilombos apenas se conformaram de forma isolada não reflete o que ocorreu em muitos lugares, assim como houve diversos quilombos urbanos.

Os avanços em termos de estudos historiográficos, geográficos e antropológicos demonstraram que conceito do Império português situava-se longe da realidade fática vivenciada pelos quilombos. Apesar do Estado Colonial e Imperial ter considerado crime a fuga e não punia outras formas de aquilombamento, isso não significa que elas não existiram. Os estudos e pesquisas acadêmicos realizados apresentaram essas outras formas de organização e apossamento da terra. Baseada nessa produção, a Associação Brasileira de Antropologia foi capaz de apresentar uma definição ressemantizada do termo quilombo, visando dar conta de uma realidade desconhecida.  

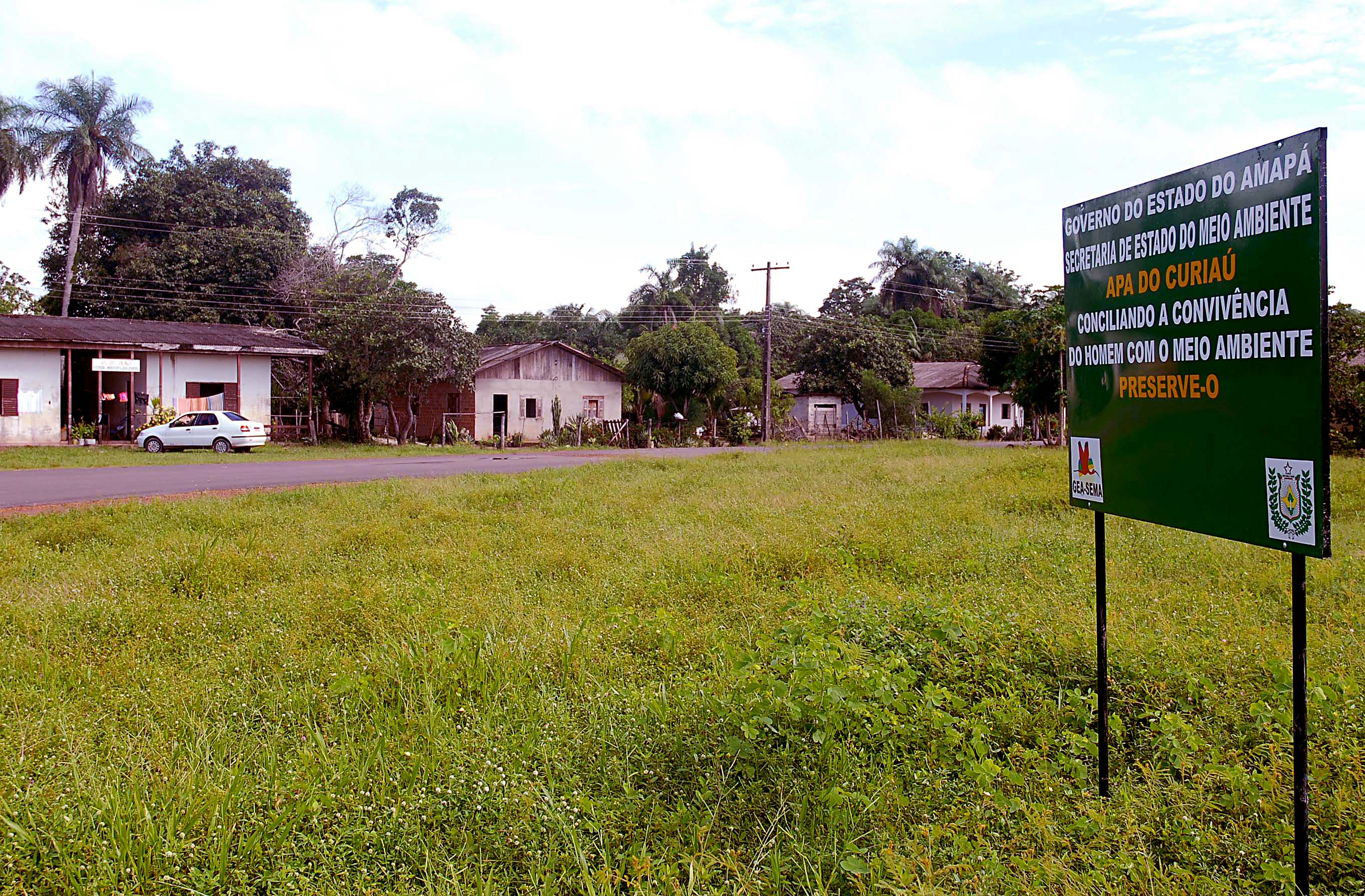
Comunidade quilombola de Curiaú, no Amapá, no Brasil

Conforme a Associação Brasileira de Antropologia, o termo quilombo tem assumido novos significados na literatura especializada e também para grupos, indivíduos e organizações. Ainda que possua um conteúdo histórico, este vem sendo ‘ressemantizado’ designando a situação presente dos segmentos negros em diferentes regiões e contextos do Brasil. Contemporaneamente, o termo não refere-se a resíduos ou resquícios arqueológicos de ocupação temporal ou de comprovação biológica, não se trata de grupos isolados ou de uma população estritamente homogênea e, nem sempre foram constituídos a partir de uma referência histórica comum. Neste sentido, o termo quilombo constitui grupos étnicos conceitualmente definidos pela Antropologia como: um tipo organizacional que confere pertencimento através de normas e meios empregados para indicar afiliação ou exclusão. No que diz respeito a territorialidade desses grupos, a ocupação da terra é predominando o uso comum (não são lotes individuais), com seu uso obedecendo a sazonalidade das atividades, sejam agrícolas, extrativistas e outras, baseadas em laços de parentesco e vizinhança, assentados em relações de solidariedade e reciprocidade.

## Etimologia
O vocábulo 'quilombo' tem origem nos termos  kilombo (quimbundo) e ochilombo (umbundo), estando presente também em outras línguas faladas, ainda hoje, por diversos povos bantus que habitam a região de Angola, na África Ocidental. Originalmente, designava apenas um lugar de pouso, utilizado por populações nômades ou em deslocamento; posteriormente passou a designar também as paragens e acampamentos das caravanas que faziam comércio com os colonizadores - tanto de cera e outras mercadorias, como de pessoas escravizadas. Significava também 'acampamento guerreiro', 'capital, povoação, união'  e, mais especificamente, 'acampamento fortificado dos  jagas (povos que invadiram o Congo e Angola, em fins do século XVI). Segundo J. J. Reis  o termo 'quilombo' seria derivado de kí-lómbò, "sociedade iniciática de jovens guerreiros umbundos surgida nos séculos XVI e XVII, adotada pelos invasores jaga (ou jagas-imbangalas), estes formados por pessoas de diversos grupos étnicos desenraizados de suas comunidades" - hipótese também assumida por Kabengele Munanga.
Só no Brasil o termo 'quilombo' ganhou o sentido de comunidades autônomas de pessoas escravizadas fugitivas.

## História

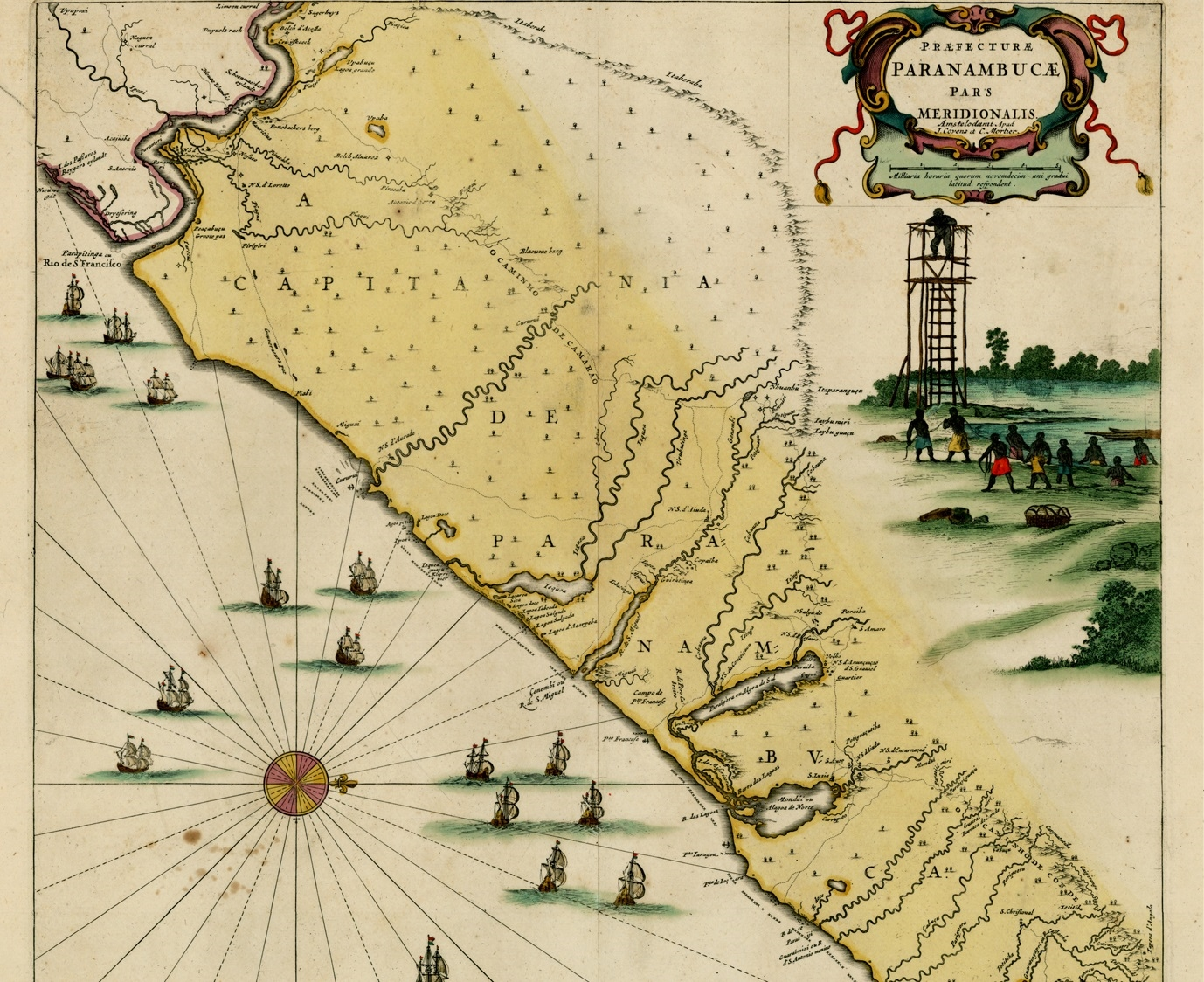
Mapa da Capitania de Pernambuco com representação do Quilombo dos Palmares, confeccionado pelo pintor e gravurista holandês Frans Post em 1647. Palmares foi o maior quilombo do Brasil colonial.

No período colonial, o quilombo era uma reconstrução e elaboração concreta no espaço geográfico de um tipo de organização territorial existente na África Meridional. Nos quase quatro séculos de tensões e confrontos de culturas e de classes, os quilombos funcionaram como uma verdadeira válvula de escape para diluir a violência da escravidão, particularmente das agressões no cotidiano das senzalas. A introdução das populações africanas e suas matrizes culturais e tecnológicas no Brasil vão ocorrer simultaneamente à implementação da agroindústria do açúcar, baseada na monocultura e no latifúndio (1540). Os primeiros quilombos vão surgir nesse contexto de expansão da atividade econômica colonial da cana-de-açúcar na Região Nordeste, tendo a resistência como característica básica. O isolamento geográfico foi uma possibilidade escolhida em muitos contextos, mas muito próximos dos núcleos urbanos, com quem mantinham relações comerciais e uma complexa rede de informações. (ANJOS, R.S.A.,2009).
No Brasil, abrigavam também minorias indígenas e brancas. Ao longo da América, tinham diversas denominações: cimarrones em algumas partes da América espanhola; palenques em Cuba (1677, 1785 e 1793) e Colômbia (1600); Maroons na Jamaica (1685) e Suriname (1685 com a fuga do seu fundador); marrons no Haiti (1665, independente em 1804); Cumbes na Venezuela (1552, 1763, 1765) (CARVALHO, 1996); quilombos e mocambos no Brasil.
Os escravizados africanos fugiam das fazendas entre os séculos XVI e XIX, e se abrigavam nos quilombos para se defenderem do sistema escravista e resgatarem a cosmovisão africana e os laços de família perdidos com a escravização. Neles, existiam manifestações religiosas e lúdicas, como a música e a dança. O mais famoso deles na história do Brasil foi o de Palmares, que congregou onze mil quilombolas e resistiu por quase um século. Denominam-se "quilombolas" os habitantes dos quilombos. Atualmente, as comunidades quilombolas passam por um processo de reconhecimento legal de sua existência por parte dos governos nacionais e das organizações internacionais.
Mesmo passados mais de 130 anos da sanção da Lei Áurea pelo regime imperial, a historiografia e o sistema brasileiro ainda continuam associando a população afrobrasileira a uma imagem de escravidão, uma mentalidade social de que os negros melhoraram, mas ainda são inferiores, se referindo aos quilombos sempre no passado, como se estes não constituíssem um fato da nossa historicidade e territorialidade contemporânea. Mesmo não sendo ainda assumida devidamente pelo Estado, a situação precária dos descendentes de quilombos no Brasil é uma das questões estruturais da sociedade, uma vez que, além da falta de visibilidade territorial e social, essa questão é agravado pelo esquecimento histórico proposital verificado no processo educacional (ANJOS, R.S.A, 2011).
O Brasil é apontado como a segunda maior nação do planeta com população de ascendência na África e, é com relação a esse povo que são computadas as estatísticas mais discriminatórias e de depreciação socioeconômica ao longo do século XX e XXI. Nos piores lugares da sociedade e do território, com algumas exceções, estão as populações afrobrasileiras. Dessa maneira, ser descendente do continente africano no Brasil, secularmente continua sendo um fator de risco, um desafio para manutenção da sobrevivência humana, um esforço para ter visibilidade no sistema dominante e, sobretudo, colocar uma energia adicional para ser – estar inserido no território.  Dentro da “Geografia Africana Invisível no Brasil Contemporâneo”, destacamos o esquecimento proposital dos territórios descendentes de antigos quilombos. As ações do setor decisório, se mostram conflitantes e contraditórias. Apesar das disposições constitucionais (1988) e da obrigatoriedade de alguns organismos oficiais para resolverem as demandas dos quilombos contemporâneos, é possível constatar, de uma forma quase que estrutural, que a situação tem apresentado um tratamento caracterizado por ações episódicas e fragmentárias (ANJOS, R.S.A.).

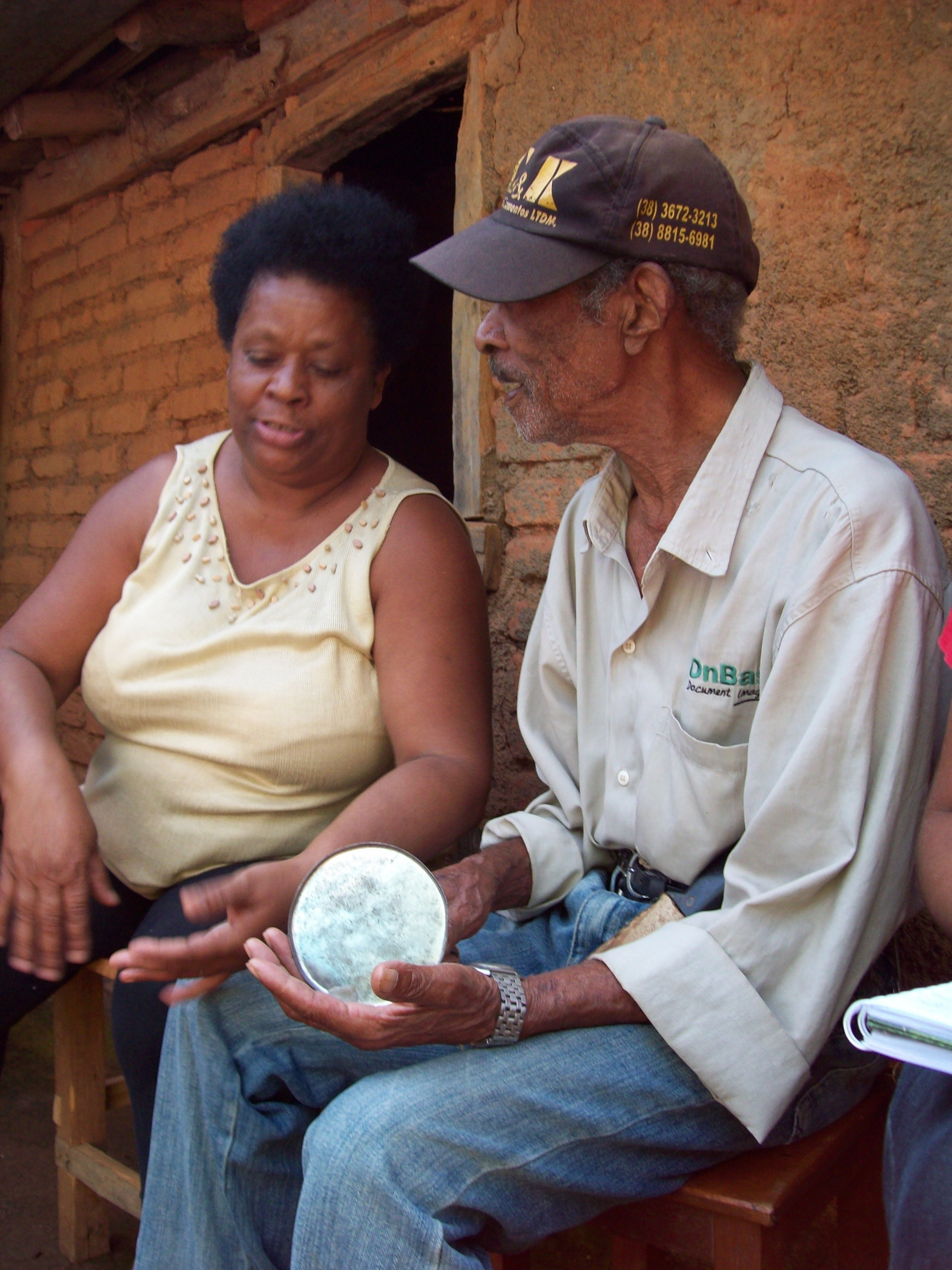
Moradores da comunidade quilombola de São Domingos, em Paracatu, em Minas Gerais, no Brasil

## Legislação
As comunidades quilombolas, de acordo com certos critérios, podem pleitear ao Estado brasileiro:
- A titulação da propriedade da terra (conforme Constituição de 1988, art. 68);[27]
- O tombamento de seus documentos e territórios (conforme CF88, art. 216, § 5º)[27] e consequente acesso, através do IPHAN, aos projetos de sustentabilidade, preservação e valorização de seus patrimônios histórico-culturais (conforme CF88, art. 214-216).
- O reconhecimento oficial como comunidade quilombola, pela Fundação Cultural Palmares.[28]

## Características
Tradicionalmente, os quilombos eram das regiões de grande concentração de escravizados, afastados dos centros urbanos e em locais de difícil acesso. Os quilombos da Confederação Quilombola do Campo Grande, em Minas Gerais, conhecida como Quilombo do Campo Grande, alteram em muito esse conceito generalizante, pois, a partir de 1735, se formaram e se fortaleceram com pretos forros e seus escravizados, brancos pobres e seus escravizados, além de escravizados fugidos da escravidão. Todos eles fugiam do sistema tributário da capitação que vigorou nas Minas no período de 1735 a 1750.
Em alguns casos, os quilombos mostraram alto grau de organização como foi o caso do Mola, liderado por figuras como Felipa Maria Aranha. Formado inicialmente por 300 negros, na altura de 1750, no passado foi uma cidade-estado, aos moldes de uma república, que contava com um elevado nível de organização para a época, tendo para tal um código civil, uma força policial e um sistema de representação direta. A Confederação do Itapocu, formada por cinco quilombos, tendo como capital virtual o Mola, empreendeu severas derrotas às forças portuguesas e aos capitães do mato, nunca sendo derrotada.
Embrenhados nas matas, selvas ou morros, esses núcleos se transformaram em aldeias, dedicando-se à economia de subsistência e às vezes ao comércio, alguns tendo mesmo prosperado. Existem registros de quilombos em todas as regiões do país, com destaque ao estado de Alagoas, na região do atual município de União dos Palmares, onde surgiu o principal e maior quilombo que já existiu: o Quilombo dos Palmares, na então Capitania de Pernambuco, quando Alagoas era ainda comarca pernambucana. Segundo os registros, existem quilombos nos seguintes estados brasileiros: Maranhão,  Pernambuco, Espírito Santo, Bahia, Goiás, Mato Grosso, Pará, Amapá, Acre, Rio Grande do Norte, Amazonas, Rio de Janeiro, São Paulo,  Sergipe, Ceará, Rio Grande do Sul, Paraná,  Minas Gerais, Mato Grosso do Sul, Rondônia, Roraima, Santa Catarina, Tocantins, Piauí, Paraíba e Ceará.

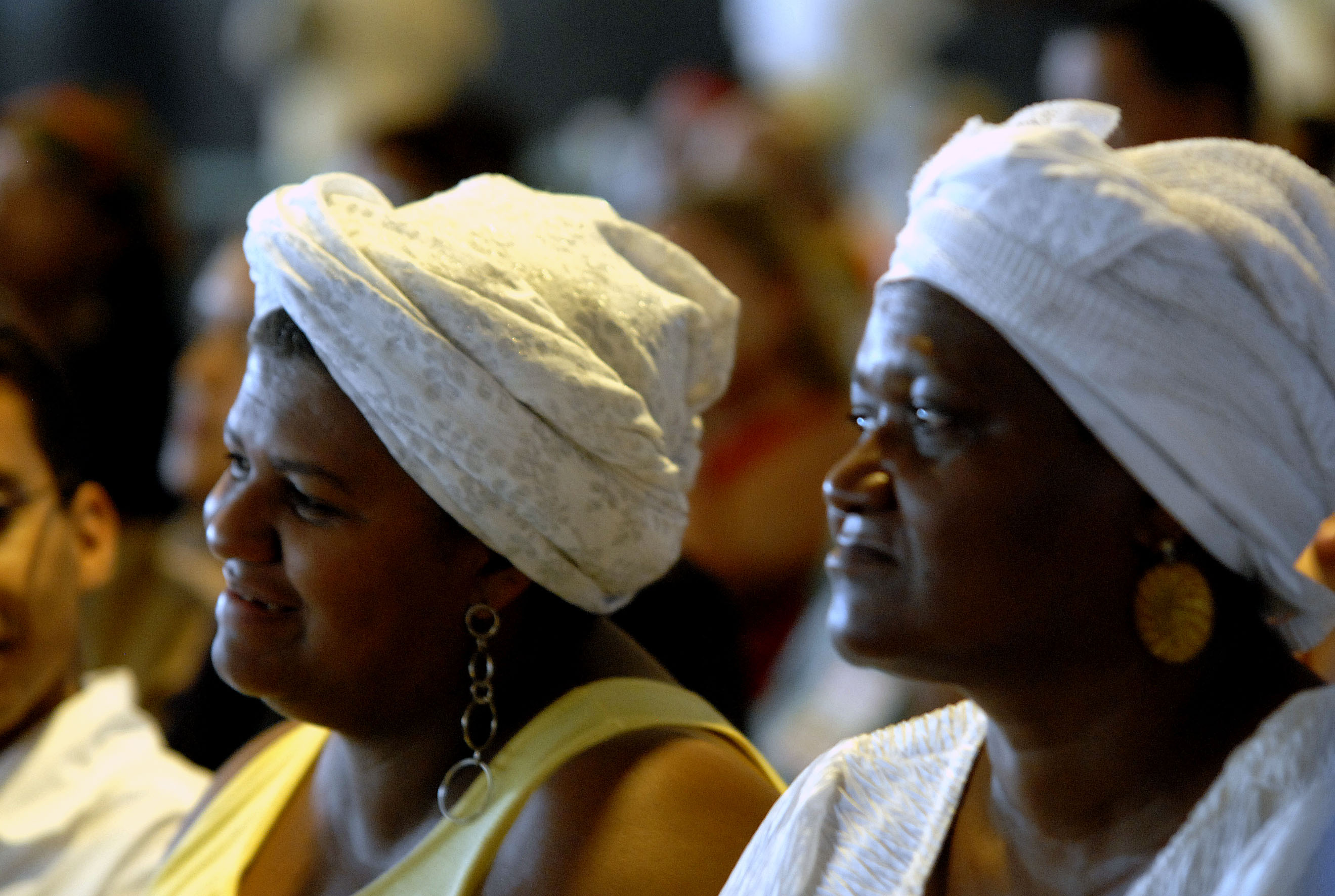
Quilombolas no lançamento da Agenda Social Quilombola e do Plano Nacional de Promoção da Igualdade Racial, no Palácio do Planalto, em Brasília. Foto: Antônio Cruz/ABr

Os seus habitantes, denominados de "quilombolas", eram, originalmente, agrupamentos de ex–escravizados fugidos de seus senhores desde os primeiros tempos do período colonial. Em algumas épocas e locais, tentaram reproduzir a organização social africana, inclusive com a escolha de reis tribais.
Quanto à violência praticada pelos quilombos e quilombolas, Luiz Gonzaga da Fonseca, no seu livro "História de Oliveira", na página 37, descreve o caos provocado no Caminho de Goiás, a Picada de Goiás, pelo quilombolas do Quilombo do Ambrósio, o principal quilombo de Minas Gerais:
| “ | Não há dúvida que esta invasão negra, fora provocada por aquele escandalosa transitar pela picada, e que pegou a dar na vista demais. Goiás era uma Canaã. Voltavam ricos os que tinham ido pobres. Iam e viam mares de aventureiros. Passavam boiadas e tropas. Seguiam comboios de escravos. Cargueiros intérminos, carregados de mercadorias, bugigangas, minçangas, tapeçarias e sal. Diante disso, negros foragidos de senzalas e de comboios em marcha, unidos a prófugos da justiça e mesmo a remanescentes dos extintos cataguás, foram se homiziando em certos pontos da estrada ("Caminho de Goiás" ou "Picada de Goiás"). Essas quadrilhas perigosas, sucursais dos quilombolas do Rio das Mortes, assaltavam transeuntes e os deixavam mortos no fundo dos boqueirões e perambeiras, depois de pilhar o que conduziam. Roubavam tudo. Boiadas. Tropas. Dinheiro. Cargueiros de mercadorias vindos da Corte (Rio de Janeiro). E até os próprios comboios de escravos, matando os comboeiros e libertando os negros trelados. E com isto, era mais uma súcia de bandidos a engrossar a quadrilha. Em terras oliveirenses, açoitava-se grande parte dessa nação de 'caiambolas organizados' nas matas do Rio Grande e Rio das Mortes, de que já falamos. E do combate a essa praga é que vai surgir a colonização do território (de Oliveira (Minas Gerais) e região). Entre os mais perigosos bandos do Campo Grande, figuravam o quilombo do negro Ambrósio e o negro Canalho. | ” |

Embora a escravidão no Brasil tenha sido oficialmente abolida em 13 de maio de 1888, alguns desses agrupamentos chegaram aos nossos dias, graças ao seu isolamento, como, por exemplo, Ivaporunduva, próximo ao rio Ribeira de Iguape, no estado de São Paulo.
A maioria dos quilombos tinha existência efêmera, pois uma vez descobertos, a sua repressão era marcada pela violência por parte dos senhores de terras e de escravizados, com o duplo fim de se reapossar dos elementos fugitivos e de punir exemplarmente alguns indivíduos, visando a atemorizar os demais cativos.

### Escravidão nos Quilombos
Apesar de representar uma resistência à escravidão, muitos quilombos contavam com a escravidão internamente. Esta prática levou vários teóricos a interpretarem a prática dos quilombos como um conservadorismo africano, que mantinha as diversas classes sociais existentes na África, incluindo reis, generais e escravizados.
Contudo, a escravidão nos quilombos em nada se assemelhava à escravidão dos brancos sobre os negros, sendo os escravizados considerados como membros das casas dos senhores, aos quais deviam obediência e respeito. Semelhante à escravidão entre brancos, comum na Europa na Alta Idade Média.
Assim, a prática da escravidão nos quilombos tinha dupla finalidade:
- a primeira, de aculturar os escravizados recém-libertos às práticas do quilombos, que consistiam em trabalho árduo para a subsistência da comunidade, já que muitos dos escravizados libertos achavam que não teriam mais que trabalhar; e
- a segunda, que visava a diferenciar os ex-escravizados que chegavam aos quilombos pelos próprios meios (escravizados fugidos, que se arriscavam até encontrar um quilombo. Sendo, neste trajeto, perseguidos por animais selvagens e pelos antigos senhores, e ainda, correndo o risco de serem capturados por outros escravistas) daqueles trazidos por incursões de resgates (escravizados libertados por quilombolas que iam às fazendas e vilas para libertar escravizados).

## Estudos genéticos
Estudos genéticos realizados em quilombos têm revelado que a ancestralidade africana predomina na maioria deles, embora seja bem significativo a presença de elementos de origem europeia e indígena nessas comunidades. Isso mostra que os quilombos não foram povoados apenas por africanos, mas também por pessoas de origem europeia e indígena que foram integradas nessas comunidades. Os estudos mostram que a ancestralidade dos quilombolas é bastante heterogênea, chegando a ser quase que exclusivamente africana em alguns, como no quilombo de Valongo, no Sul, enquanto em outros a ancestralidade europeia chega até a predominar, como no caso do quilombo do Mocambo, na Região Nordeste do Brasil, mas isso é a exceção.
| Ancestralidade genética de habitantes de quilombos | Ancestralidade genética de habitantes de quilombos | Ancestralidade genética de habitantes de quilombos | Ancestralidade genética de habitantes de quilombos |
| Nome do quilombo                                   | Africana                                           | Europeia                                           | Indígena                                           |
| -------------------------------------------------- | -------------------------------------------------- | -------------------------------------------------- | -------------------------------------------------- |
| Cametá (Norte)                                     | 48%                                                | 17,9%                                              | 34,1%                                              |
| Cajueiro (Nordeste)                                | 67,4%                                              | 32,6%                                              | 0%                                                 |
| Curiaú (Norte)                                     | 73,6%                                              | 26,4%                                              | 0%                                                 |
| Paredão (Sul)                                      | 79,2%                                              | 2,8%                                               | 18,1%                                              |
| Trombetas (Norte)                                  | 62%                                                | 27%                                                | 11%                                                |
| Valongo (Sul)                                      | 97,3%                                              | 2,7%                                               | 0%                                                 |
| Mimbó (Nordeste)                                   | 61%                                                | 17%                                                | 22%                                                |
| Sítio Velho (Nordeste)                             | 72%                                                | 12%                                                | 16%                                                |

## Remanescentes
Conforme a Cartilha de Povos e Comunidades Tradicionais (2013) "As comunidades remanescentes de quilombos (CRQ) são caracterizadas como um grupo étnico pertencente aos povos e às comunidades tradicionais". Com a criação da Constituição Brasileira de 1988, os quilombos foram reconhecidos como espaço de resistência e consagrando-as com o direito à propriedade de suas terras, bem como manutenção de sua cultura própria.

### Presença de Quilombos no estado de Goiás
Em meados do fim do século XVIII, a existência de quilombos era bastante frequente de forma a ser presente na maioria dos arraiais. Estes quilombos foram sendo formados devido ao enfraquecimento do sistema aristocrático local, e também pela crescente tendência abolicionista do fim do século (desenvolvido durante o iluminismo do século XVIII) No estado foram registrados pela Fundação Palmares a existência de 33 quilombos em Goiás, sendo que ainda existem alguns em processo de reconhecimento pela instituição.
Estes quilombos muitas vezes possuem grande potencial turístico, a exemplo do quilombo Calunga, localizado no interior da cidade de Cavalcante, quilombo este que é reconhecido como Patrimônio Natural Mundial da Unesco e Patrimônio Histórico e Cultural do Brasil.  Os quilombos do estado têm sua existência marcada pela divergência entre defensores do tombamento e opositores, que muitas vezes defendem o não tombamento por motivos imobiliários.

### Entorno sul de Brasília
No entorno sul de Brasília a existência de quilombos é bastante recorrente, resultante da mineração que ocorrera na região por volta do século XVIII, na cidade de Luziânia. Esta cidade é cercada por várias comunidades remanescentes de quilombo, sendo elas o Quilombo Mesquita, Quilombo do Almeida e a Fazenda Quilombo, que hoje é reconhecida como território quilombola.

### Quilombo Mesquita
Dentre estas comunidades temos o Mesquita, que foi oficialmente reconhecida como área remanescente de quilombo por volta de 2011, através da RTD, publicada no Diário Oficial da União. A comunidade tem como principais atividades a agricultura familiar, sendo que os excedentes são vendidos nas feiras locais de regiões vizinhas, principalmente em Cidade Ocidental.
Esta sofreu com diversas pressões sociais e políticas nos últimos cem anos, dentre os acontecimentos que perturbaram a ordem estabelecida do local, destacam-se: a Missão Cruls, esta ocorrida ainda no fim do século XVIII; a Coluna Prestes; a construção de Brasília e de Cidade Ocidental, que está localizada imediatamente em seu entorno; e por fim as novas pressões imobiliárias que surgiram com o crescimento da nova capital.
Fruto da pressão imobiliária destaca-se a recorrente perda do seu território original. Parte deste território foi vendido ou ocupado ainda na construção da nova capital, pois havia a crença de ser um local sem dono. Originalmente o seu território compreendia toda a região onde encontram-se os condomínios do Lago Sul, as Ra’s de São Sebastião, Jardim Botânico, a Reserva da Marinha do Brasil, boa parte da Ra de Santa Maria, todo o Lago Paranoá, os Bairros Lago Sul e Lago Norte, se estendendo ao Paranoá e parte da cidade de Planaltina do DF. Toda essa área é comprovada ter sido parte do território quilombola, segundo documentos históricos encontrados nos últimos anos.).

### Comunidades quilombolas no Maranhão
As comunidades quilombolas no Maranhão surgem a partir da formação de quilombos, considerados um local de refúgio dos africanos e seus descendentes escravizados, bem como de sua reorganização com a abolição da escravidão. No Maranhão, a história da formação das comunidades quilombolas está relacionada a expansão da lavoura de algodão e de arroz no final do século XVIII, com a criação da Companhia Geral do Comércio do Grão-Pará e Maranhão, bem como ao abandono de terras por proprietários rurais, com a decadência econômica no final do século XIX.
No ano de 2018, existiam 713 comunidades quilombolas reconhecidas no Maranhão, com 518 certidões fornecidas pela Fundação Cultural Palmares, concentradas especialmente na Baixada Maranhense e nos vales do Itapecuru e do Mearim.